# 河辺貞吉
河辺 貞吉（かわべ ていきち、元治元年6月26日（1864年7月29日） - 昭和28年（1953年）1月17日）は日本の牧師、伝道者、日本自由メソジスト教会の指導者。

## 生涯
- 1864年 - 現在の福岡県生まれ。
- 1880年 - 大阪で貿易の仕事に従事して英語を勉強した。
- 1885年 - 渡米
- 1887年 - M・C・ハリスによって信仰に導かれ、サンフランシスコの日本人メソジスト教会で洗礼を受けた。
- 1888年 - 献身する。仕事をやめて日本人メソジスト教会牧師に就任。笹尾鉄三郎、秋山由五郎、森永太一郎、松野菊太郎、木田文治らが入信し、河辺と共に「ちいさき群」を形成する。
- 1894年 - 「ちいさき群」と共に日本に帰国する。最初は東京の本郷町で共同生活をする。後に「ちいさきむれ」は松江市のバックストンのもとに招かれ、修養を受ける。
- 1895年-1903年 - 自由メソジスト教会の日本伝道の責任者に任命されて、淡路島で伝道活動を行う。
- 1903年 - 大阪で持たれた勧業博覧会を機に、大阪で伝道を開始して、伝道所を設ける。（後の、日本フリーメソジスト教団日本橋教会）
- 1905年 - 自由メソジスト教会が大阪伝道館（現在は、大阪キリスト教短期大学）を設立する。
- 1908年 - 大阪リバイバルが起きる。その勢いは淡路島や岡山に及んだ。
- 1914年 - 大挙伝道を行う。
- 1915年 - 会堂を建設する。大阪自由メソヂスト教会になる。
- 1923年 - 日本自由メソヂスト第一回年会を開催され河辺が総務部長に就任した。
- 1925年 - 日本橋教会の会堂消失後、新会堂を建設する（現在の会堂）。
- 1932年 - 日本橋教会の名誉牧師になる。これ以降、巡回伝道を行う。
- 1953年 - 死去

## 人物像
- 笹尾鉄三郎は生涯を通じて盟友であり、河辺の結婚の時には20円を送っている。

## 著書
- 『河辺貞吉説教集』（全6巻）1934年-1935年